# Toftlund
Toftlund is een plaats in de Deense regio Zuid-Denemarken, gemeente Tønder, en telt 3344 inwoners (2007).
- Virtual International Authority File: 238653363